# Мадагаскарская тиркушка
Мадагаскарская тиркушка (лат. Glareola ocularis) — вид птиц семейства тиркушковых. 
Вид распространён на Мадагаскаре. Гнездовой ареал лежит почти на всей территории острова, кроме юго-западной части. Во внебрачный период (май-август) птица мигрирует в Восточную Африку, где он находится вдоль побережья между Сомали и Мозамбиком. Обитает в субтропических или тропических влажных или затопляемых низменных пастбищах, долинах рек, вдоль пресноводных озёр, на болотах.
Птица длиной 23—25 см и массой 82—103 г. Верх тёмно-оливково-коричневый, лоб тёмно-шоколадно-коричневый, верх головы и кроющие уха черноватые, основание клюва красное. Полоса под глазами белая, нижняя область груди каштанового цвета, брюхо грязно-белое. Хвост немного раздвоенный.
Питается насекомыми (перепончатокрылые, сетчатокрылые, жесткокрылые), на которых охотится в полёте. Сезон размножения приходится на период между сентябрём и мартом. Гнездится на скалистых берегах рек.